# ジョン・ピーター・ゼンガー
ジョン・ピーター・ゼンガー（英語: John Peter Zenger、1697年10月26日 - 1746年7月28日）は、イギリス支配下のニューヨーク植民地で印刷業者、出版業者として活動したドイツ系アメリカ植民地人である。植民地総督を批判する新聞を発行したことで逮捕・訴追されたが、陪審の無罪評決を受けた。この裁判は、後のアメリカにおける報道の自由の確立に向けた第一歩を築いたものと評価されている。

## 裁判の概要

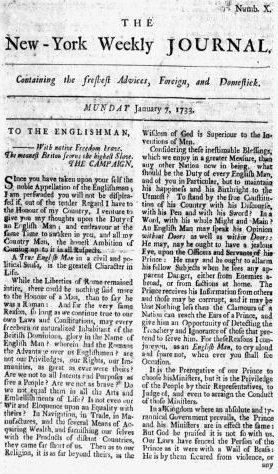
ニューヨーク・ウィークリー・ジャーナル（1733年1月7日の日付が印字されているが、当時のイギリスの暦（ユリウス暦）は3月まで年が切り替わらなかったためであり、現在の暦では1734年である）。

ゼンガーの裁判の発端は、1731年8月7日にニューヨーク植民地総督に着任したウィリアム・コズビー (William Cosby) と、その政敵である評議会議員リップ・ヴァン・ダム (Rip Van Dam) との争いにあった。リップ・ヴァン・ダムの弁護士ジェームズ・アレクサンダー (James Alexander) は、コズビー総督の裁判干渉などを批判して政治結社（人民党）を結成し、宗教関係の冊子等の出版を行っていたゼンガーに接触して、週刊の新聞「ニューヨーク・ウィークリー・ジャーナル」の発行を持ちかけた。その第1号は1733年11月5日に発行され、コズビー総督の選挙干渉に対する批判などを行った。総督は新聞を廃刊に追い込もうと考え、その腹心の首席裁判官ジェームズ・デランシー (James DeLancey) が大陪審に文書扇動罪（政府又は宗教の権威・信望をおとしめた者を、表現内容が真実か否かにかかわらず処罰するもの）での正式起訴状を発付するよう求めた。しかし市民から成る大陪審は正式起訴状の発付を2度にわたって拒否したため、検事総長リチャード・ブラッドレー (Richard Bradley) に略式起訴状（大陪審を経ない起訴状）を発付させ、裁判所の逮捕状に基づいて1734年11月17日ゼンガーを逮捕させた。しかし、ゼンガーが逮捕された後も、彼の妻アンナが新聞の刊行を続けた。
1735年7月29日から12名の陪審員が選ばれ、同年8月4日、ニューヨーク市役所で裁判（トライアル）が始まった。ブラッドレー検事総長による略式起訴状の読み上げに続いて、ゼンガーの弁護人アンドリュー・ハミルトン (Andrew Hamilton) は、検察側の予期に反して、ゼンガーが問題となっているウィークリー・ジャーナルを印刷・出版したとの事実関係は争わない旨述べた。そこで、ブラッドレー検事総長は、表現内容が真実か否かにかかわらず、文書扇動罪が成立する以上、ゼンガーは有罪である旨主張したのに対し、ハミルトンは、ニューヨークでの行為にはイングランド国王の権力を揺るがす危険性はないのであるから、イングランド法の文書扇動罪はニューヨークに直ちに適用されないと主張した。デランシー首席裁判官は、ゼンガーが問題の文書を印刷・出版したという事実を陪審が認定しさえすれば、それが違法な文書扇動に当たるかは裁判官の法的判断に委ねられると述べたが、ハミルトンは、陪審員には法を不当と考えるときはこれを無視することができること、権力が濫用されるとき、真実を述べてこれを批判することは自由として認められるべきだと主張した。陪審は、評議の後、デランシー首席裁判官の説示にかかわらず、「無罪」との評決を下した。

## 評価
アメリカ合衆国憲法前文の起草者の1人、ガバヌーア・モリスは、ゼンガーの裁判の半世紀後に行われた第1回合衆国議会において権利章典の表現・報道の自由が提案された際、「1735年のゼンガーの裁判は、アメリカの自由の萌芽であり、後にアメリカを独立に導いた自由の明けの明星である」と述べた。